# 稲葉正任
稲葉 正任（いなば まさとう）は、山城国淀藩の第2代藩主。正成系稲葉家宗家6代。官位は従五位下、美濃守。

## 経歴
初代藩主・稲葉正知の三男として誕生した。兄の正貞が病弱だったため、享保10年（1725年）8月26日に世子に選ばれた。享保14年（1729年）、父の死去により跡を継いだが、翌年正月12日に17歳で死去した。跡を父の従弟にあたる旗本の稲葉正恒が継いだ。法号は端信院。墓所は東京都文京区湯島の麟祥院。

## 系譜
父母
- 稲葉正知（父）

養子
- 稲葉正恒 - 稲葉正倚の子